# Помело
Помело (Citrus maxima) е цитрусово дърво, което дава най-големите цитрусови плодове. Произхожда от Азия, където се отглежда приблизително от началото на II хил. пр.н.е.
За Нова година китайците си подаряват плода като символ на благоденствие и благополучие.

## Описание
Плодовете му са кръгли, леко сплеснати, с дебела кора, която е светлозелена при неузрелите и жълта при зрелите плодове. Плодовете са с диаметър между 10 и 30 cm и могат да тежат 1 – 2 кг. На вкус са кисели и доста горчиви. Поради горчивината си дълго време са били консумирани само в Индонезия. Някои по-нови сортове не са толкова сочни, но са по-сладки и намират добър прием на западния пазар. От 2006 г. се внасят и в България. Култивираните сортове са с аромат, сходен с този на грейпфрута, но без горчиво-нагарчащата му жилка във вкуса. По тази причина често ги наричат „Меден грейпфрут“ (описван така сладък като мед).
Чистото тегло на плода (без кората) е около 70%. Вътрешността на плода е куха. Ципите, подобно на грейпфрута са доста дебели. Има ясно разграничени парченца, както е при другите цитруси. Кората му е доста горчива, но за разлика от нея плодът е доста сладък и вкусен.

## Разпространение и качества
В Китай отглеждането на помело има над 2-хилядолетна история и тази традиция намира отражение и в държавната политика, в сферата на здравеопазването. Стройно изградена държавна програма за употребата на плода го предписва за всеобща употреба, като абсолютен гарант за добро здраве, наричайки го дори „спасител на китайския народ от всякакви заболявания“. Организират се съревнования на трудовите колективи (екипи) по скоростно ядене на помело (как става приготвянето му за консумация се вижда в този клип). Също така, плодът е смятан за основен фактор за преодоляването на епидемията от птичи грип (рецептата съдържа чай с помело).